# Ilchester (Maryland)
Pour l’article homonyme, voir Ilchester.
Ilchester est une census-designated place située dans le comté de Howard, dans l’État du Maryland, aux États-Unis. Lors du recensement de 2020, elle comptait 26 824 habitants.